# Közéleti Gazdasági Krónika
A Közéleti Gazdasági Krónika egy interjú-magazin. Lapszámonként 20-30 interjút publikál már 18 éve a politika, a gazdaság, a sport és a kulturális szféra vezető személyiségeivel.

## Közéleti Gazdasági Krónika
A Közéleti Gazdasági Krónika politikával, gazdasággal, közélettel, kultúrával, sporttal foglalkozó, havonta megjelenő magazin. Létezik On-Line változata is, amely a www.kronika.matav.hu címen érhető el. A lap első száma 1992. júniusában jelent meg. Alapítója a Krónikás Kiadó. Főszerkesztője az elmúlt 18 évben folyamatosan Szabados Julianna.

## Története
A Közéleti Gazdasági Krónika magazin 1992. júniusban jelent meg először, azzal a céllal, hogy olvasóinak segítsen az életben való eligazodáshoz szükséges politikai, gazdasági, kulturális információkkal.

## Főszerkesztő
Szabados Julianna (Miskolc) újságíró, 18 éve a Közéleti Gazdasági Krónika főszerkesztője.

## Állandó rovatok
Az 1992-es indulástól: közélet, gazdaság, kultúra, sport, hasznos információk, események, megyék, városok, kerületek. 2000-től Divat - Szépség - Egészség és a Művészportrék. 2005-ben indult az Európai Parlament rovat.

## Olvasók
A magazin által megcélzott olvasóközönség 25-60 éves, politikai, gazdasági és kulturális területen döntéshozói pozícióban dolgozó, vagy cégtulajdonos hölgy és úr.

## Terjesztés
A Hírker és a Lapker árusító helyein kívül kapható több bevásárlóközpontban, áruház láncban (Kaiser, Auchen).

## Ideológia
A Közéleti Gazdasági Krónika szerkesztői törekszenek arra, hogy megtalálják a pozitív törekvéseket, a követendő példákat. Egyazon lapszámban, azonos témában rendszeresen különböző politikai nézeteknek adnak teret. Nem kötődik a lap egyik politikai párthoz sem.